# 奧羅西耶沃
48°9′46″N 22°49′9″E / 48.16278°N 22.81917°E
奧羅西耶沃（羅馬化：Orosiievo）是烏克蘭西部的村莊，隸屬外喀爾巴阡州的貝雷霍韋區。該村始建於1260年，面積2平方公里，海拔高度118米，2001年人口895，人口密度每平方公里447.72人。